# Partido Mas Camarena
El Partido Mas Camarena (en valencià: Partit Mas Camarena) és un partit polític valencià d'àmbit local radicat a Bétera, tot i que el seu marc d'actuació es troba a la urbanització Mas Camarena.
El partit se definix com una formació sense ideologia, transversal i que només busca la defensa dels interessos de la urbanització de Mas Camarena. El partit ha tingut diverses publicacions periòdiques, però mai han tingut molta continuïtat.

## Història
Tot i que segons el registre de partits polítics del ministeri de l'interior el partit existeix des de l'any 2003, el partit començà les seues activitats l'any 2011. Aquell mateix any es presentà a les eleccions municipals amb Salvador Beltrán Talamantes com a cap de llista, aconseguint dos regidors i el 10,26 per cent dels vots, quedant com a el quart partit més votat, per davant del CUBE, partit que en les anteriors eleccions havia ocupat a Mas Camarena part de l'espai electoral del nou partit. L'any 2013, a meitat de legislatura, va entrar en un govern tripartit amb el PPCV i l'UPIB en el qual obtingué dos regidories. En les eleccions locals de 2015 es van presentar en coalició amb el partit Ciudadanos de Urbanizaciones de Bétera, obtenint 3 regidors i el 14,11 percent dels vots, quedant en tercera posició per darrere de Compromís i el PPCV. Aquesta vegada, el partit va donar suport a un govern encapçalat per l'alcaldessa de Compromís, tot i que menys d'un any després van trencar el pacte abandonant el govern i deixant-lo en minoria. Una de les propostes més controverses de la coalició va ser la sol·licitud del rang d'Entitat Local Menor per a les urbanitzacions de Mas Camarena i Torre en Conill i que va ser rebutjada per unanimitat al ple de l'Ajuntament de Bétera sent calificada per la majoria de grups d'il·legal al tractarse d'urbanitzacions i no de nuclis habitats naturals. A finals de 2018, tot i la dissolució del seu company de coalició, el CUBE i posterior reconversió d'aquest en el Partido Torre en Conill, la direcció d'ambdos partits va anunciar que es presentarien junts a les eleccions municipals de 2019. La coalició va traure quatre regidors, dos dels quals corresponen a la formació de Mas Camarena i van donar suport a l'elecció d'Elia Verdevío com a alcaldessa de Bétera i entrant en un govern de coalició amb el PP i C's.

## Resultats electorals
| Elecció | Vots  | %     | Escons | +/– | Coalició    | Candidat                    | Govern   |
| ------- | ----- | ----- | ------ | --- | ----------- | --------------------------- | -------- |
| 2011    | 1.133 | 10,26 | 2 / 21 | Nou | En solitari | Salvador Beltrán Talamantes | Coalició |
| 2015    | 1.633 | 14,11 | 2 / 21 | =   | PMC-CUBE    | Salvador Beltrán Talamantes | Oposició |
| 2019    | 2.012 | 17,55 | 2 / 21 | =   | PMC-PTC     | Carlos Abad Palomar         | Coalició |